# Planorbidella depressa
Planorbidella depressa is een slakkensoort uit de familie van de Neomphalidae. De wetenschappelijke naam van de soort is voor het eerst geldig gepubliceerd in 1993 door Warén & Bouchet.